# Martina Müller
Martina Müller   (Kassel, 18 d'abril de 1980) és una antiga futbolista alemanya que va jugar com a davantera. Va ser nomenada millor jugadora d'Alemanya del 2013.

## Trajectòria
| Temporades      | Club                 | Títols                                      | Selecció                                                                  |
| --------------- | -------------------- | ------------------------------------------- | ------------------------------------------------------------------------- |
| 98/99 - 99/00   | FSV Frankfurt        |                                             |                                                                           |
| 00/01 - 04/05 0 | SC 07 Bad Neuenahr 0 |                                             | Eurocopa 2001 (campió) Mundial 2003 (campió) Jocs Olímpics 2004 (3r lloc) |
| 05/06 - 14/15 0 | VfL Wolfsburg 0      | 2 Lligues de Campions, 2 Lligues, 2 Copes 0 | Mundial 2007 (campió) Eurocopa 2009 (campió) Mundial 2011 (quarts)        |